# Amar'e Stoudemire
 Amar'e Carsares Stoudemire (* 16. November 1982 in Lake Wales, Florida) ist ein ehemaliger US-amerikanisch-israelischer Basketballspieler und heutiger -trainer, der 14 Jahre in der nordamerikanischen Profiliga NBA aktiv war. Der 2,08 Meter große Stoudemire galt vor seinen schweren Verletzungen als einer der athletischsten Spieler der Liga. In der Saison 2004/05 war er der Spieler mit den meisten Dunks der gesamten Liga. In seiner Zeit in der NBA wurde Stoudemire unter anderem sechsmal NBA-All-Star und gewann in seiner Debütsaison die Auszeichnung des Rookies of the Year.

## Spielerkarriere

### Phoenix Suns (2002–2010)
Nachdem er in fünf Jahren insgesamt sechs Highschools in zwei US-Bundesstaaten besucht hatte, wechselte Stoudemire 2002 direkt in die NBA. Im NBA Draft des Jahres 2002 wählten ihn die Phoenix Suns an neunter Stelle. Gleich in seiner ersten Saison konnte der Power Forward überzeugen und gewann die Auszeichnung des Neulings des Jahres, den NBA Rookie of the Year Award. Damit führte er außerdem die Auswahlmannschaft des NBA All-Rookie First Teams an.
Im Jahr 2002/03, Stoudemires ersten Saison, spielte er für einen Rookie überragend und erzielte im Durchschnitt 13,5 Punkte pro Spiel in der regulären Saison. Im Jahr darauf steigerte er sich zusätzlich und erreichte durchschnittlich 20,6 Punkten pro Spiel. In der Saison 2004/05 erzielte Stoudemire eine Bestleistung von 26,0 Punkten pro Partie im Schnitt.
Im September 2005 unterzeichnete Stoudemire einen langfristigen Vertrag bei den Suns. Kurze Zeit darauf, am 18. Oktober 2005, unterzog er sich einer Knieoperation mit ursprünglich geplantem Comeback im Februar 2006. Mit einiger Verzögerung spielte Stoudemire im März 2006 in drei Spielen für die Suns. Ihm gelangen durchschnittlich jedoch nur 8,7 Punkte. Am 28. März 2006 wurde bekanntgegeben, dass Stoudemire vermutlich für den Rest der regulären Saison ausfallen würde. Kurz darauf wurde sein Knie ein zweites Mal operativ behandelt. Damit verschob sich ein mögliches Comeback auf den Sommer, als Kandidat für die Nationalmannschaft der USA. Doch auch im Sommer war Stoudemire noch nicht fit genug und wurde letztlich nicht für das Team nominiert.
Das nächste mal regelmäßig zum Einsatz kam er erst in der NBA-Vorsaison im Oktober 2006. Er kam in 7 von 8 Spielen zum Einsatz, spielte in diesen 7 Spielen durchschnittlich 21 Minuten und erzielte 9,9 Punkte. Im Anschluss daran gelang ihm ein bemerkenswertes NBA-Comeback. Im ersten Monat der neuen Saison erzielte Stoudemire 15 Punkte/Spiel, im Dezember 20,5 Punkte/Spiel, im Januar 20 Punkte/Spiel (inkl. einem 42-Punkte-Spiel am 15. Januar 2007 mit 15 Feldtreffern aus 21 Versuchen und 12 Freiwurftreffern aus 13 Versuchen). Im Februar 2007 kam endlich der langersehnte Durchbruch. In 13 Spielen erzielte er 28,5 Punkte und holte 13,2 Rebounds inklusive eines Spieles gegen Atlanta am 25. Februar 2007 mit einer Saisonbestleistung von 43 Punkten, 16 Rebounds, 6 Assists und 3 Blocks.

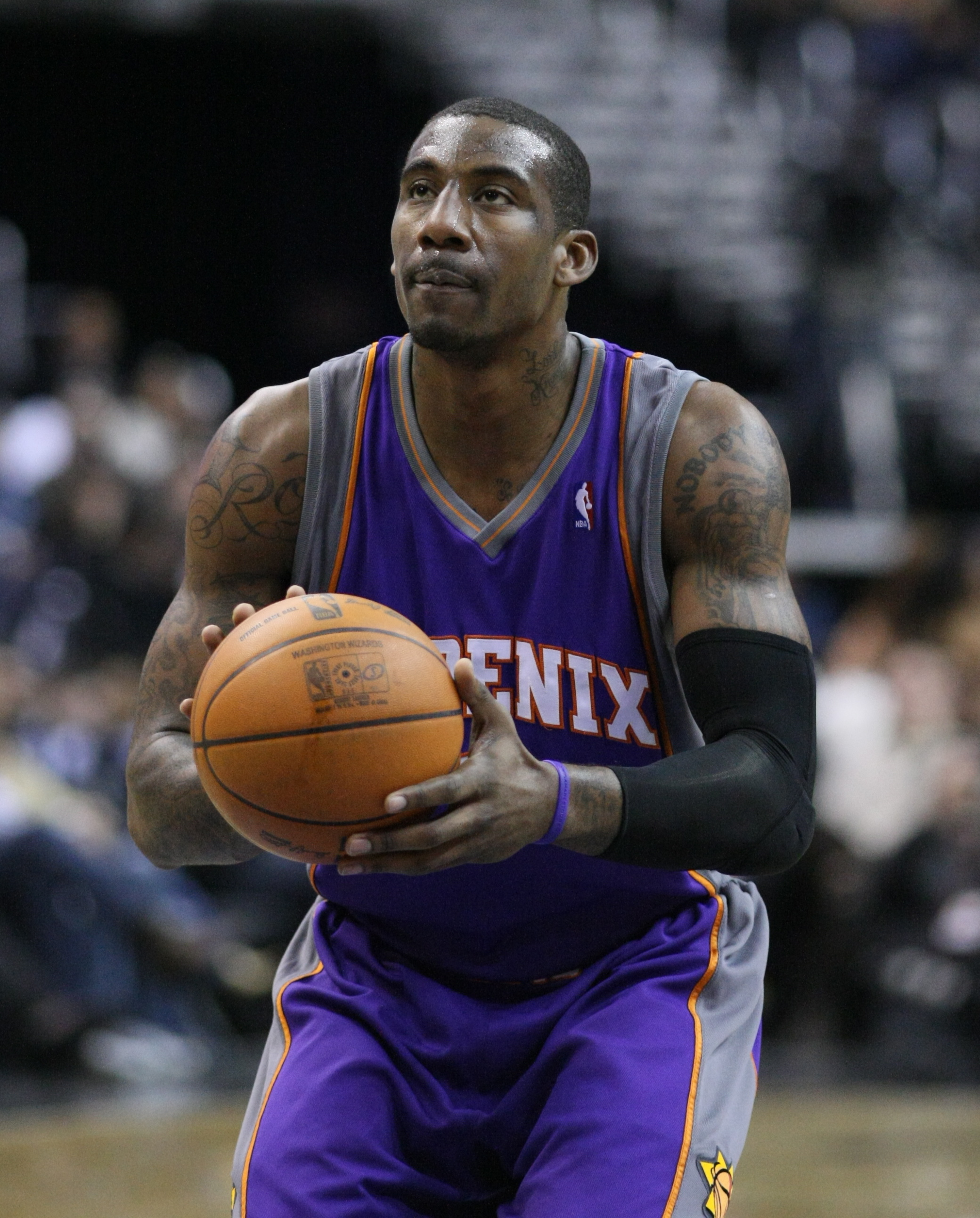
Stoudemire spielte acht Saisons bei den Phoenix Suns

Erstaunlich genug war Stoudemire am Ende der Saison der einzige Spieler der Phoenix Suns, der in jedem Saisonspiel zum Einsatz kam. Er beendete die Saison mit durchschnittlich 20,4 Punkten und 9,6 Rebounds bei 57,5 % Trefferquote aus dem Feld. Aufgrund dieser Saisonleistung wurde er für die Centerposition in das All-NBA First Team der Saison 2006/07 gewählt. In den darauffolgenden NBA-Playoffs steigerte er sich weiter, auf 25,3 Punkte pro Spiel mit 12,1 Rebounds.
Die Suns beendeten die Spielzeit 2006/07, nach einem Erstrundensieg gegen die Los Angeles Lakers (4:1), am 18. Mai 2007 mit einer 106-114-Niederlage in San Antonio im 6. Spiel gegen die Spurs, welche die Serie mit 4:2 für sich entscheiden konnten. Als ein Hauptgrund für die Niederlage in dieser Serie gilt ein Vorfall aus Spiel 4. Gegen Ende dieses Spiels foulte Spurs-Spieler Robert Horry den Spielmacher der Suns, Steve Nash, ungewöhnlich hart, woraufhin dieser gegen den Schiedsrichtertisch prallte und ein kurzes Gerangel unter den Spielern entstand. Stoudemire und sein Teamkollege Boris Diaw, die zu diesem Zeitpunkt bereits auf der Bank Platz genommen hatten, erhoben sich und betraten für einige Sekunden das Spielfeld. Letzteres stellte eine Regelverletzung der NBA dar. Stoudemire und Diaw wurden daraufhin für Spiel 5 von der NBA suspendiert. Die Suns konnten somit in Spiel 5 nur auf vier Spieler (Nash, Marion, Bell, Barbosa) zurückgreifen, die in der regulären Saison wenigstens 20 Minuten pro Spiel zum Einsatz kamen. Die Spurs, bei denen mit Robert Horry lediglich der Verursacher fehlte und deren 10 wichtigste Schützen alle zum Einsatz kamen (Horry war in der regulären Saison mit 3,9 Punkten pro Spiel nur die Nr. 11 in San Antonio), gewannen dieses entscheidende Spiel in Phoenix denkbar knapp mit 88-85 für eine 3-2-Führung in der Serie. Nach dem Sieg in Spiel 6 gewannen die Spurs, nach Siegen über Utah und Cleveland, am 12. Juni 2007 die NBA-Meisterschaft.

### New York Knicks (2010–2015)
Am 5. Juli 2010 wurde offiziell bekannt gegeben, dass Stoudemire einen Vertrag über 5 Jahre und 100 Mio. US-Dollar bei den New York Knicks unterschrieben hat. Im ersten Jahr in New York überzeugte Stoudemire seine Kritiker und legte mit 25,3 Punkten, 8,2 Rebounds und 2,9 Assists in 78 Spielen sehr gute Statistiken auf. Während der Saison wurde All-Star Carmelo Anthony verpflichtet, der Stoudemire seine Rolle als erste Angriffsoption streitig machte. Mit den Knicks wurden 2011 die Playoffs erreicht.
Doch schon ein Jahr später fand sich Stoudemire vermehrt auf der Bank wieder. Erstmals seit 2006 wurde er nicht zum NBA All-Star Game eingeladen. Er setzte zudem mehrere Spiele aufgrund des Todes seines Bruders aus. Mit New York wurden die Playoffs dennoch erreicht, jedoch folgte in der ersten Runde das Aus. Zur Saison 2012/13 setzte Stoudemire die ersten 30 Spiele aufgrund einer Knieverletzung aus. Nach seiner Genesung kam er zunächst von der Bank.

Im März 2013 verletzte er sich erneut am Knie und fiel für den Rest der Saison aus. Er absolvierte nur 29 von möglichen 82 Spielen. Die Saison 2013/14 verlief wieder besser für Stoudemire, auch wenn er mittlerweile als „Sechster Mann“ von der Bank kam. Er erzielte 11,9 Punkte im Schnitt, die Knicks verpassten jedoch die Playoffs. 

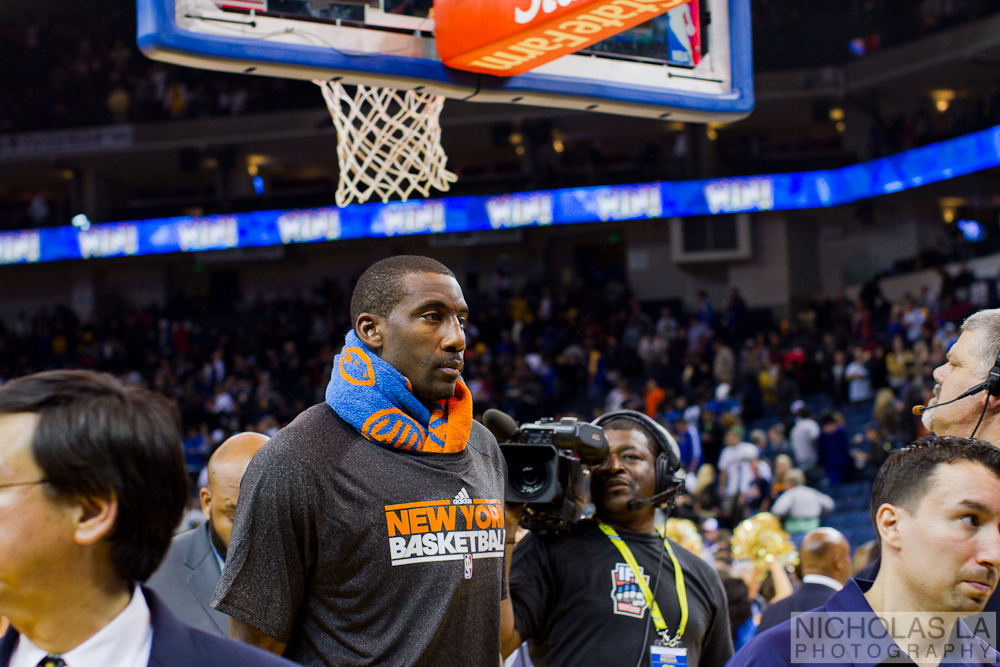
Stoudemire als Spieler der Knicks (2011)

Während des NBA All-Star Weekend 2015 wurde bekannt, dass Stoudemire und das Team aus New York künftig getrennte Wege gehen werden und Stoudemire entlassen wird.

### Dallas Mavericks (2015)
Am 18. Februar 2015 wurde Stoudemire von den Dallas Mavericks unter Vertrag genommen. Nachdem man in den Playoffs allerdings in der ersten Runde gegen die Houston Rockets ausgeschieden war, endete sein Engagement in Dallas.

### Miami Heat (2015–2016)
Zur Saison 2015/16 wechselte Stoudemire zu den Miami Heat. Bei den Heat wurde Stoudemire endgültig zum Ergänzungsspieler und erzielte 2015/16 mit 5,8 Punkten und 4,3 Rebounds Karriere-Tiefstwerte. Im Anschluss an die Saison unterschrieb Stoudemire einen Ein-Tages-Vertrag bei den New York Knicks und gab am gleichen Tag seinen Rücktritt vom aktiven NBA-Basketball bekannt.

### Hapoel Jerusalem (2016–2017)
Nachdem er wenige Tage zuvor seinen Rücktritt bekannt gab, bestätigte Stoudemire am 1. August 2016, dass er seine aktive Karriere beim israelischen Club Hapoel Jerusalem fortsetzen wird. Er unterschrieb einen Zweijahresvertrag. In seiner ersten Saison bei Hapoel Jerusalem wurde er israelischer Meister und MVP der Finalserie. Im März 2019 nahm er die israelische Staatsbürgerschaft an.
Am 1. September 2017 gab Stoudemire seinen Rücktritt als Basketballspieler bekannt.

### BIG3 und potenzielles NBA Comeback (2018)
Im Februar 2018 trat Stoudemire dem BIG3 Team Tri State als Co-Captain bei. Drei Monate später gab Stoudemire bekannt, dass er eine Rückkehr in die NBA in Erwägung zieht.

### Rückkehr zu Hapoel Jerusalem (2018–2019)
Am 24. September 2018 kam Stoudemire aus dem Ruhestand zurück um Hapoel Jerusalem für die Saison 2018–19 beizutreten.

### China (2019)
Am 30. Oktober 2019 unterschrieb Stoudemire einen Vertrag bei den Fujian Sturgeons. Er spielte in 11 Spielen, in welchen er durchschnittlich 19,3 Punkte und 8,2 Rebounds pro Spiel erlangte. Mitte Dezember 2019 verließ Stoudemire sein Team, um in die Vereinigten Staaten zurückzukehren.

### Maccabi Tel Aviv (2020)
Am 22. Januar 2020 kehrte Stoudemire nach Israel zurück und unterschrieb bei Maccabi Tel Aviv für den Rest der Saison. Im Juli 2020, half er Maccabi Tel Aviv die Meisterschaft zu gewinnen. Er gewann die Auszeichnung des Israeli League Finals MVP.

## Trainerkarriere

### Brooklyn Nets (Seit 2020)
Am 23. Oktober 2020 wurde bekanntgegeben, dass Amar’e Stoudemire dem Trainerstab seines langjährigen Teamkameraden Steve Nash als Assistenzcoach zur Spielerentwicklung bei den Brooklyn Nets beitreten würde.

## Sonstiges
2012 verdiente Stoudemire 15,2 Mio. € (19,9 Mio. US-Dollar) und zählte damit zu den Top 10 der bestbezahlten NBA-Spielern.

## Auszeichnungen
- 6 × NBA All-Star: 2005, 2007–2011
- All-NBA First Team 2007
  - 4 × All-NBA Second Team 2005, 2008, 2010, 2011
- NBA Rookie of the Year 2003
  - NBA All-Rookie First Team: 2003
  - NBA Rookie Challenge MVP: 2004
- Bronzemedaille mit der US-Nationalmannschaft bei den Olympischen Sommerspielen 2004 in Athen

## NBA-Statistiken

### Regular Season
| Saison   | Team     | GP  | GS  | MPG  | FG % | 3P % | FT % | RPG | APG | SPG | BPG | PPG  |
| -------- | -------- | --- | --- | ---- | ---- | ---- | ---- | --- | --- | --- | --- | ---- |
| 2002/03  | Phoenix  | 82  | 71  | 31,3 | 47,2 | 20,0 | 66,1 | 8,8 | 1,0 | 0,8 | 1,1 | 13,5 |
| 2003/04  | Phoenix  | 55  | 53  | 36,8 | 47,5 | 20,0 | 71,3 | 9,0 | 1,4 | 1,2 | 1,6 | 20,6 |
| 2004/05  | Phoenix  | 80  | 80  | 36,1 | 55,9 | 18,8 | 73,3 | 8,9 | 1,6 | 1,0 | 1,6 | 26,0 |
| 2005/06  | Phoenix  | 3   | 3   | 16,7 | 33,3 | 0,0  | 88,9 | 5,3 | 0,7 | 0,3 | 1,0 | 8,7  |
| 2006/07  | Phoenix  | 82  | 78  | 32,8 | 57,5 | 0,0  | 78,1 | 9,6 | 1,0 | 0,9 | 1,3 | 20,4 |
| 2007/08  | Phoenix  | 79  | 79  | 33,9 | 59,0 | 16,1 | 80,5 | 9,1 | 1,5 | 0,8 | 2,1 | 25,2 |
| 2008/09  | Phoenix  | 53  | 53  | 36,8 | 53,9 | 42,9 | 83,5 | 8,1 | 2,0 | 0,9 | 1,1 | 21,4 |
| 2009/10  | Phoenix  | 82  | 82  | 34,6 | 55,7 | 16,7 | 77,1 | 8,9 | 1,0 | 0,6 | 1,0 | 23,1 |
| 2010/11  | New York | 78  | 78  | 36,8 | 50,2 | 43,5 | 79,2 | 8,2 | 2,6 | 0,9 | 1,9 | 25,3 |
| 2011/12  | New York | 47  | 47  | 32,8 | 48,3 | 23,8 | 76,5 | 7,8 | 1,1 | 0,8 | 1,0 | 17,5 |
| 2012/13  | New York | 29  | 0   | 23,5 | 57,7 | 0,0  | 80,8 | 5,0 | 0,4 | 0,3 | 0,7 | 14,2 |
| 2013/14  | New York | 65  | 21  | 22,6 | 55,7 | 0,0  | 73,9 | 4,9 | 0,5 | 0,4 | 0,6 | 11,9 |
| 2014/15  | New York | 36  | 14  | 24,0 | 54,3 | 0,0  | 74,0 | 6,8 | 1,0 | 0,6 | 0,9 | 12,0 |
| 2014/15  | Dallas   | 23  | 1   | 16,5 | 58,1 | 0,0  | 67,8 | 3,7 | 0,3 | 0,4 | 0,2 | 10,8 |
| 2015/16  | Miami    | 52  | 36  | 14,7 | 56,6 | 0,0  | 74,6 | 4,3 | 0,5 | 0,3 | 0,8 | 5,8  |
| Gesamt   | Gesamt   | 846 | 696 | 31,0 | 53,7 | 23,6 | 76,1 | 7,8 | 1,2 | 0,8 | 1,2 | 18,9 |
| All-Star | All-Star | 6   | 3   | 22,8 | 57,1 | 40,0 | 75,0 | 7,5 | 1,2 | 0,7 | 0,7 | 18,8 |

### Playoffs
| Saison | Team     | GP | GS | MPG  | FG % | 3P %  | FT %  | RPG  | APG | SPG  | BPG  | PPG  |
| ------ | -------- | -- | -- | ---- | ---- | ----- | ----- | ---- | --- | ---- | ---- | ---- |
| 2003   | Phoenix  | 6  | 6  | 33,8 | 52,3 | 1,0   | 57,1  | 7,8  | 1,2 | 1,7  | 1,5  | 14,2 |
| 2005   | Phoenix  | 15 | 15 | 40,1 | 53,9 | 0,0   | 78,1  | 10,7 | 1,2 | 0,7  | 2,0  | 29,9 |
| 2007   | Phoenix  | 10 | 10 | 34,3 | 52,3 | 0,33  | 76,9  | 12,1 | 0,6 | 1,3  | 1,9  | 25,3 |
| 2008   | Phoenix  | 5  | 5  | 40,8 | 48,5 | 25,0  | 63,3  | 9,0  | 0,4 | 1,4  | 2,4  | 23,2 |
| 2010   | Phoenix  | 16 | 16 | 36,5 | 51,9 | 0,0   | 75,4  | 6,6  | 1,1 | 0,7  | 1,5  | 22,2 |
| 2011   | New York | 4  | 4  | 33,5 | 38,2 | 0,0   | 66,7  | 7,8  | 1,8 | 0,25 | 0,75 | 14,5 |
| 2012   | New York | 4  | 4  | 36,5 | 55,6 | 0,0   | 75,0  | 6,5  | 0,8 | 0,3  | 0,8  | 15,3 |
| 2013   | New York | 4  | 0  | 8,3  | 38,5 | 100,0 | 100,0 | 2,3  | 0,0 | 0,0  | 0,0  | 3,8  |
| 2015   | Dallas   | 5  | 0  | 15,0 | 42,9 | 0,0   | 69,2  | 3,2  | 0,6 | 0,2  | 0,6  | 7,8  |
| 2016   | Miami    | 9  | 2  | 9,1  | 57,9 | 0,0   | 100,0 | 1,4  | 0,0 | 0,6  | 0,3  | 3,3  |
| Gesamt | Gesamt   | 78 | 62 | 30,7 | 51,2 | 25,0  | 75,0  | 7,4  | 0,8 | 0,8  | 1,3  | 18,7 |

Quelle